# Тепходон-1
Таеподонг-1 или Тепходон-1 е тристепенна балистична ракета със среден обсег, създадена от Северна Корея.
Тя се базира на руските ракети тип СКЪД и може да служи както за изстрелване на космически апарати в орбита, така и за стратегически ядрени удари.

## Употреба
На 31 август 1998 година КНДР обявява, че ще изстреля първия си изкуствен спътник - Кванмьонсон-1. Ракетата е изстреляна от ракетната площадка Мусудан-ри. Въпреки съобщението на севернокорейските власти, подобен спътник не е засичан в орбита, поне от западните радари. Според американски експерти третата степен на ракетата, която е пренасяла спътника, не се е отделила от втората и апаратът е изгорял още в земната атмосфера. Други специалисти предполагат, че спътникът въобще не е съществувал. Има предположения, че Кванмьонсон-1 се е отделил от ракетата, но е навлязъл в неправилна орбита и после е изгорял в атмосферата. Властите в Пхенян публикуват следните данни малко след изстрелването на ракетата:
- Първата степен на ракетата се отделя след 95 секунди полет и пада в Японско море на място с координати 40°51′С.Ш. и 139°40′И.Д.
- Втората степен на ракетата се отделя след 144 секунди полет и пада в Тихия океан на място с координати 40°13′С.Ш. и 149°07′И.Д.
- Третата степен на ракетата лети 27 секунди. Спътникът се задържа в орбита за пет минути, след което навлиза в земната атмосфера и изгаря.